# 12 стільців (мюзикл)
«12 стільців» (рос. 12 стульев) — російський мюзикл 2003 року режисера Тиграна Кеосаяна та композитора Ігоря Зубкова, що був поставлений у Москві, на сцені Московського палацу молоді (МПМ). Лібрето — Тиграна Кеосаяна й Олександра Вулиха. Продюсери — Дмитро Богачов й Олександр Цекала. Вистава заснована на романі «Дванадцять стільців» Ільфа й Петрова.
Основним елементом декорації є дев'ятиметрова «башта Татліна», яка за допомогою спеціальних механізмів моментально трансформується для потрібного епізоду. Музика композитора Ігоря Зубкова охоплює найпопулярніші музичні стилі 20-х — 80-х років: від блюзу до попмузики та рок-н-ролу.
Анонсований наприкінці липня 2003 року; прем'єра 7 листопада 2003 року. 5 вересня 2003 року актори трупи відкрили День міста в ГЦКЗ «Росія» і 7 вересня закрили його цим самим номером на Василівському узвозі, виконавши заголовний хіт із мюзиклу — «Пісню про Москву».
29 лютого 2004 року мюзикл зіграли всоте (творці мюзиклу Ігор Зубков, Тигран Кеосаян, Єгор Дружинін і Олександр Цекало вийшли на сцену в головних і другорядних ролях і відіграли окремі номери разом з акторами).
Мюзикл був вельми популярний, але, проживши вісім місяців на сцені МПМ у режимі щоденного показу, виявився фінансово збитковим.

## Акторський склад

### Головні ролі
- Джемал Тетруашвілі — Остап Бендер
- Ігор Балалаєв — Іпполіт Матвійович Вороб'янінов
- Вікторія Пивко — мадам Грицацуєва
- Максим Заусалін — Безенчук
- Юлія Артьомова — мадам Пєтухова
- Олексій Ємцов — панотець Федір
- Марія Шорстова — Ліза
- Костянтин Соколов — аукціонист
- Ірина Котельникова — Еллочка-людожерка
- Ольга Бєлая — Фіма
- Олексій Россошанський — інженер Щукін
- Олексій Бобров — капітан
- Костянтин Сироткін — Максим Горький
- Володимир Кисаров — монтер Мечников
- Марат Абдрахімов — капітан

### Другорядні ролі
- Юлія Артьомова
- Світлана Атлякова
- Ольга Бєлая
- Олексій Бобров
- Андрій Борисов
- Альона Бурова
- Павло Глухов
- Анна Гученкова
- Олексій Ємцов
- Анна Жиліна
- Максим Заусалін
- Ірина Кашуба
- Володимир Кисаров
- Олена Коновалова
- Ірина Котельникова
- Юлія Михайлова
- Ельвіна Мухутдінова
- Ірина Перова
- Вікторія Пивко
- Марк Подлєсний
- Валентина Рубцова
- Олексій Россошанський
- Костянтин Сироткін
- Костянтин Соколов
- Олена Терехова
- Альона Фіргер
- Олександр Фоменко
- Марія Шорстова
- Ліка Рулла

## Творчий колектив
- Автори лібрето: Тигран Кеосаян, Олександр Вулих
- Режисери-постановники: Тигран Кеосаян, Олександр Цекало
- Композитор: Ігор Зубков
- Поет-пісняр: Олександр Вулих
- Концертмейстериня: Тетяна Солнишкіна
- Хореограф: Єгор Дружинін
- Диригенти: Ара Карапетян, Олексій Ходорченков
- Художник зі світла: Дамір Ісмагілов
- Художниця з костюмів: Валентина Комолова

## Критика
Давид Тухманов, який бачив майже всі мюзикли, що показувалися в Росії, оцінював їх з музичного погляду невисоко, а «12 стільців» — як один із найслабших:
Як музикант я бачу, що музична основа цих вистав значно слабша, ніж постановча. У режисурі залучені дуже активні творчі сили, і дійство створюється вельми винахідливе і видовищне. Однак не випадково мюзиклів з'являється багато, але рідко який стає хітом.

<...> Не сперечаюся, це нормальна, хороша музика, тільки от без особливої яскравості. А у вітчизняних мюзиклах — «Норд-Ост» і «12 стільців» — музика взагалі має прикладний характер і самостійного значення не має.